# Danuta Konwicka
Danuta Konwicka z d. Lenica (ur. 3 lutego 1930 w Poznaniu, zm. 30 sierpnia 1999 w Warszawie) – polska graficzka, ilustratorka książek.
Wnuczka Piotra Kubowicza (dziad ze strony matki), córka Alfreda Lenicy, siostra Jana Lenicy; od 25 kwietnia 1949 roku żona Tadeusza Konwickiego (córki Maria i Anna).

## Życiorys
Utalentowana muzycznie, przez wiele lat uczyła się grać na pianinie (brała lekcje nawet podczas wojny, którą rodzina Leniców spędziła, eksmitowana z poznańskiego domu, na ciężkiej tułaczce). Po zdaniu matury nie kontynuowała jednak nauki w konserwatorium. Gdy wyszła za mąż i przeprowadziła się do Warszawy, rozpoczęła studia na Wydziale Grafiki Akademii Sztuk Pięknych.
W Warszawie podjęła współpracę m.in. z tygodnikiem dla dzieci i młodzieży „Świerszczyk”, z pismem literackim „Nowa Kultura” i z satyrycznymi „Szpilkami”, „Muchą”, „Kocyndrem”. Po ukończeniu studiów i dyplomie z grafiki artystycznej (uzyskanym w pracowni Tadeusza Kulisiewicza, 1952) pozostała wierna tej pracy: wybrała ilustrację książkową (jakkolwiek później nadal utrzymywała kontakt z niektórymi pismami, głównie ze „Świerszczykiem” i „Misiem”; projektowała także kartki świąteczne). Przez blisko 50 lat działalności opracowała ponad 20 książek, głównie dla dzieci i młodzieży (w tym dwie męża: Zwierzoczłekoupiora oraz Dlaczego kot jest kotem?)), ale także np. Zwierzenia Mikołaja Restifa Gérarda de Nervala. Sięgała po bardzo różnorodne techniki: od szkiców piórkiem (jak we wznowionym w 2009 r. polskim przekładzie książki Otfrieda Preusslera Malutka Czarownica)), przez pastele, kredki, akwarele, gwasz, po prace z elementami wyklejanymi. Ilustracje dla dzieci mają zawsze tonację liryczną; jak pisze o nich krytyk: „komponowane są według „praw widzenia” dziecka – [Konwicka] celowo upraszczała formę, geometryzowała ją i poddawała dekoracyjnej stylizacji, by kreowane przez nią postacie przypominały te z dziecięcych rysunków”. Ulubionym tematem artystki były zwierzęta, zwłaszcza koty.
Jej pracownia mieściła się na Starówce. „Zjawiała się punkt dziewiąta. Jak twierdzi sąsiadka, zegarek można było nastawiać. Miała w pracowni mnóstwo książek do pomocy: albumów ze zdjęciami motyli, ptaków, zwierząt, kostiumów, architektury”.
Konwiccy utrzymywali bardzo bliski kontakt z mieszkającym w Berlinie i Paryżu Janem Lenicą (na emigracji od początku lat 60.). Przyjaźnili się z Gustawem Holoubkiem, Dygatami (tj. Stanisławem Dygatem i Kaliną Jędrusik), Łapickimi, Drewnowskimi, Kobzdejami, Stawińskimi. Z tymi ostatnimi odbyli np. w 1963 roku podróż do Niemiec, Francji (m.in. Nicea), Włoch (Rzym, Wenecja), Austrii. Wielokrotnie przebywali w Paryżu, a przy okazji zaproszeń na różne wydarzenia kulturalne zwiedzili m.in. w Szwajcarię (1965, lata 70.), Szwecję (1991), Węgry (lata 70., I poł. 90.), Sycylię (1981).
Twórczość Danuty Konwickiej prezentowana była na wielu wystawach zbiorowych (w tym na ekspozycji grafiki polskiej w Hamburgu w 1994), a także na indywidualnych (ostatnio w 2002: w Poznaniu w galerii „Profil”, podczas Festiwalu Leniców oraz w Warszawie, w Galerii Licorne Anny Foryckiej na Saskiej Kępie).
Pochowana na cmentarzu Powązki Wojskowe w Warszawie (kwatera A3-3-16).

## Książki zilustrowane – wybór
- J. Grabowski, Gąska Małgosia, Warszawa, „Nasza Księgarnia”, 1959
- H. Bechlerowa, Wierzbowa bajeczka, Warszawa, Biuro Wydawnicze „Ruch”, 1964
- A. Słucki, Czarne i białe kruki, Warszawa, Biuro Wydawnicze „Ruch”, 1965
- A. Słucki, Wiersze dla Ali, Warszawa, Biuro Wydawnicze „Ruch”, 1965
- C. Janczarski, Blisko czy daleko, Warszawa, „Nasza Księgarnia”, 1955
- A. Bahdaj, Pilot i ja, Warszawa, „Nasza Księgarnia”, 1967
- L. Marjańska, O kowbojach z Kolorado, Warszawa, Biuro Wydawnicze „Ruch”, 1967
- T. Konwicki, Zwierzoczłekoupiór, Warszawa, „Czytelnik”, 1969
- T. Konwicki, Dlaczego kot jest kotem?, Warszawa, Krajowa Agencja Wydawnicza RSW „Prasa-Książka-Ruch”, 1976
- M. Kownacka, U Małgorzatki, Warszawa, „Nasza Księgarnia”, 1969
- J. Hartwig, Zguba Michałka, Warszawa, „Nasza Księgarnia”, 1969
- G. de Nerval, Zwierzenia Mikołaja Restifa, Warszawa, „Czytelnik”, 1970; rysunki przedrukowane także w piśmie naukowym „Litteraria Copernicana” 2010 nr 2: Dawne literatury romańskie. Świat wartości i antywartości[11]
- W. Zakrzewska, Uwaga zaginął chłopiec..., Warszawa, „Pax”, 1971
- M. Moreu, Margot et ses amis, Paris, La Farandole; Warszawa, „Nasza Księgarnia”, 1971
- K. I. Čukovskij, Wszystko na opak, Warszawa, „Nasza Księgarnia”, 1972
- A. Stern, Opowiadania starego szpaka, Warszawa, Krajowa Agencja Wydawnicza RSW „Prasa-Książka-Ruch”, 1975
- O. Preussler, Malutka Czarownica, Warszawa, „Nasza Księgarnia”, 1976
- R. M. Groński, Dlaczego nagle pada deszcz, Warszawa, „Nasza Księgarnia”, 1976
- M. Stengert, Zapraszamy do Smoka, Warszawa, „Krajowa Agencja Wydawnicza”, 1977
- J. Kulmowa, Mysz jak nie mysz, Warszawa, „Krajowa Agencja Wydawnicza”, 1977
- Cz. Janczarski, Złote ziarno według czeskiej bajki ludowej, Warszawa, „Krajowa Agencja Wydawnicza”, 1978.
- P. Abraham, Kolumb na Haweli, Warszawa, „Nasza Księgarnia”, 1980
- J. Papuzińska, Rokiś wraca, Warszawa, „Nasza Księgarnia”, 1981
- E. M. Raud, Półbutek, Chrobotek i Mufek, Warszawa, „Nasza Księgarnia”, 1982
- E. M. Raud, Przygody Mufka, Chrobotka i Półbutka, Warszawa, „Nasza Księgarnia”, 1985
- I. Grek-Pabisowa, Ilustrowany słownik dla dzieci rosyjsko-polski, polsko-rosyjski, Warszawa, „Wiedza Powszechna”, 1982
- Z. Jasnota, Mały misjonarz, Warszawa, „Verbinum”, 1988
- Z. Jasnota, Misyjne szlaki, Warszawa, „Verbinum”, 1992
- J. Borowiczowa, Pamiętnik Pikusia, Warszawa, „Czytelnik”, 1989